# Euphorbia doloensis
Euphorbia doloensis es una especie fanerógama perteneciente a la familia Euphorbiaceae. 

## Distribución
Es endémica de Etiopía. Se encuentra en abiertos matorrales con  Commiphora-Boswellia en laderas rocosas abruptas.

## Descripción
Es un arbusto densamente ramificado que se extiende hasta los 3 m de altura,  tronco grueso, los tallos de color marrón rojizo oscuro, la cápsula se desconoce, no espinosa.

## Ecología
Se encuentra en lugares muy abiertos con Commiphora, Boswellia y matorrales de Moringa en fuertes pendiente rocosas o pequeñas colinas de yeso, a una altitud de 400 metros.
Esta estrechamente relacionada con Euphorbia jatrophoides. Sólo se conoce a partir del tipo recogido en 1983.

## Taxonomía
Euphorbia doloensis fue descrita por Michael George Gilbert y publicado en Kew Bulletin 29: 507. 1974.
Etimología
Euphorbia: nombre genérico que deriva del médico griego del rey Juba II de Mauritania (52 a 50 a. C. - 23), Euphorbus, en su honor – o en alusión a su gran vientre –  ya que usaba médicamente Euphorbia resinifera. En 1753 Carlos Linneo asignó el nombre a todo el género.
doloensis: epíteto latino que significa